# دینو دلیچ
دینو دلیج (زادهٔ ۸ سپتامبر ۲۰۰۸ ‏(۱۶ سال)) بازیکن فوتبال اهل بوسنی و هرزگوین و اتریش است که در حال حاضر برای آستریا کلاگن‌فورت بازی می‌کند.
وی همچنین در تیم‌های ملی فوتبال زیر ۱۵ سال اتریش و زیر ۱۷ سال بوسنی و هرزگوین بازی کرده است.